# Schlacht bei Lugdunum
In der Schlacht bei Lugdunum (heute: Lyon) besiegten die Truppen des römischen Kaisers Septimius Severus den Kontrahenten um den Kaisertitel Clodius Albinus. Severus wurde daraufhin unumstrittener Herrscher über das Römische Reich. Laut Cassius Dio nahmen an der Schlacht 300.000 Soldaten teil. Damit war es eine der größten Schlachten der römischen Geschichte.

## Vorgeschichte
Während der kurzen Herrschaft des Didius Julianus ließen sich zwei Männer an den römischen Grenzen zum Kaiser ausrufen: Pescennius Niger, Statthalter der Provinz Syria, und Lucius Septimius Severus, Befehlshaber der Legionen in Pannonien. Als Severus letztendlich vor den Toren Roms stand, wurde Julianus auf seine Anordnung hin ermordet und er zog in die Stadt ein. Nach seiner Machtübernahme zog er gegen seinen Rivalen Niger, den er 194 n. Chr. bei Issos endgültig besiegte und den die siegreichen Legionäre kurz darauf töteten. Während Severus gegen seinen Rivalen im Osten kämpfte, hatte er Albinus zum Caesar ernannt. Was dieser Ernennung vorausging, ist unklar. Der seriöseste Historiker (und Zeitzeuge) der Herrschaft der severischen Kaiserfamilie ist bis heute Cassius Dio, der berichtet, dass Albinus sich zur selben Zeit wie Severus und Niger zum Kaiser proklamieren ließ und Severus dadurch hätte ostwärts ziehen können, ohne ihn im Rücken zu haben. Auch spielte eventuell eine Verwandtschaft der beiden eine Rolle. Jedenfalls erkannte er kurz nach seinem Sieg über Niger Albinus seine Rolle als Nachfolger ab, welcher sich den Kaisertitel abermals von seinen Soldaten zusprechen ließ und nach Italien marschierte, um Severus entgegenzutreten.

## Schlachtverlauf und Folgen
Nachdem Severus als erster das Schlachtfeld nahe der römischen Stadt Lugdunum erreicht hatte, kam auch Albinus dort an. Cassius Dio berichtet von 150.000 Mann, die jeder der beiden Heerführer in die Schlacht führte, doch kann die tatsächliche Zahl nur vermutet werden, da sonst keine weiteren glaubwürdigen Quellen vorliegen. Vermutlich verfügte aber Septimius Severus über die größeren Reserven.
Die Schlacht selbst enthielt mehrere Wendepunkte und Rückschläge für jeden der Kontrahenten. Albinus’ linker Flügel wurde besiegt und von Severus’ Männern bis ins Lager verfolgt und dort aufgerieben. Die rechte Flanke des Albinus hingegen lockte Severus’ angreifende Truppen in Fallgruben. Septimius Severus selbst führte Verstärkungen dorthin, konnte aber die Truppen seines Gegners nicht zerschlagen. Letztlich entstand eine Massenflucht unter Severus’ Männern, die er nur mit Mühe abwenden konnte. Severus’ geflohene Truppen kehrten um und überrannten ihre Verfolger. Die zur Hilfe geeilte severische Kavallerie besiegelte dann den Ausgang der Schlacht.
Nach seiner Niederlage floh Albinus vom Schlachtfeld und nahm sich selbst das Leben. Der Sieg bei Lugdunum machte Septimius Severus zum alleinigen Herrscher des Römischen Reichs.